# 6947 Ендрюдевіс
6947 Ендрюдевіс (6947 Andrewdavis) — астероїд головного поясу, відкритий 1 березня 1981 року.
Тіссеранів параметр щодо Юпітера — 3,521.